# Medulla, Florida
Medulla är en ort (CDP) i Polk County, i delstaten Florida, USA. Enligt United States Census Bureau har orten en folkmängd på 8 892 invånare (2010) och en landarea på 14,5 km².